# 出发行进

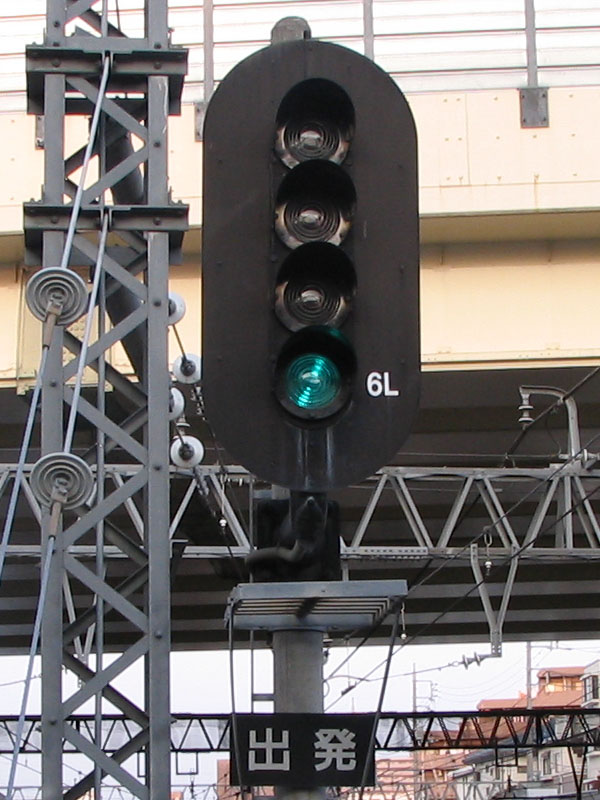
显示为「行进」（绿）的「出发信号机」。运营士为了确认这个就会喊「出发行进」。

出发行进是日本列车驾驶所进行的一种指差确认。

## 原本的意思
「出发行进」是当日本铁路信号的「出发信号机」（在站台内指示列车是否可以出发的信号机）显示「行进」（绿色显示，表明可以以该闭塞区间内容许的最大速度通过此信号机）信号时，列车司机为了进行确认而说的话。该步骤皆在防止列车误发车。
此信号机除了「行进」以外还存在「减速」（绿黄两色，指示列车需以50km/h - 95km/h 以下的速度通过此信号机）、「注意」（黄色，需以40km/h - 65km/h 以下速度通过）、「警戒」（点亮黄灯两盏，需以25km/h - 30km/h 以下速度通过）等信号。当出现以上情况时将会根据实际情况喊「出发减速」、「出发注意」与「出发警戒」。
另外，当列车不停站通过时，为了确认出发信号机的指示，也会喊「出发行进」。当站台内存在复数的出发信号机时，将会喊「第一出发○○」、「第二出发○○」。
顺带一提，引入了ATC 的线路在发车时相对于喊「出发行进」，更多的是喊「（○○）发车」（○○是停车的站名），或者是ATC 信号所指示的最高速度（例：「信号75」）。

## 衍生用法
正如上文所提，「出发行进」本来只有「确认车站的出发信号机显示行进信号」的意思。「出发」是主语，「行进」是谓语。但是普通民众并不理解「出发」和「行进」的意思。在运营士多次呼喊过后，一部分民众就推测并误解「出发行进」是列车出发的信号。